# Promesosternus
Promesosternus is een geslacht van rechtvleugeligen uit de familie veldsprinkhanen (Acrididae). De wetenschappelijke naam van dit geslacht is voor het eerst geldig gepubliceerd in 1982 door Yin.

## Soorten
Het geslacht Promesosternus omvat de volgende soorten:
- Promesosternus himalayicus Yin, 1982
- Promesosternus vittatus Yin, 1984